# Madhuca diplostemon
Madhuca diplostemon är en tvåhjärtbladig växtart som först beskrevs av Charles Baron Clarke, och fick sitt nu gällande namn av Pieter van Royen. Madhuca diplostemon ingår i släktet Madhuca och familjen Sapotaceae. IUCN kategoriserar arten globalt som starkt hotad. Inga underarter finns listade i Catalogue of Life.